# Ladislav Adamec
Ladislav Adamec (Frenštát pod Radhoštěm, Checoslovaquia, 10 de septiembre de 1926-Praga, República Checa, 14 de abril de 2007) fue un político comunista checoslovaco.

## Primeros años
Adamec nació en Frenštát pod Radhoštěm el 10 de septiembre de 1926.

## Carrera
Adamec ingresó al Presidium en 1987 y sirvió como el Primer ministro de la República Socialista Checa, de marzo del mismo año a 1988. Con el retiro del hasta entonces Primer ministro de Checoslovaquia, Lubomír Štrougal, el 12 de octubre de 1988, él asumió dicho cargo, convirtiéndose en el último jefe de gobierno comunista de Checoslovaquia. Fue Primer ministro del 12 de octubre de 1988 al 7 de diciembre de 1989. Marián Čalfa lo sucedió.
El 20 de diciembre de 1989 Adamec se convirtió en Secretario general del Partido Comunista de Checoslovaquia (KSČ por sus siglas en checo y eslovaco). Sin embargo, él no era el líder de facto del país; el partido tuvo el monopolio del poder hasta el 29 de noviembre.
En marzo de 1990 Adamec se convirtió en presidente del KSČ. El cargo fue creado con su nombramiento.

## La Revolución de Terciopelo
La Revolución de Terciopelo ocurrió del 17 de noviembre al 29 de diciembre de 1989, como parte de las revoluciones del mismo año. Durante su transcurso los estudiantes se tomaron las calles de la capital Praga en protesta contra el gobierno. 
Las mayores manifestaciones ocurrieron el 25 y 26 de noviembre y el 27 se llevó a cabo una huelga general que causó que el régimen comunista negociara con el recién fundado Foro Cívico. Este partido demandó que Adamec formara un nuevo gobierno que incluyera tanto a los partidos del Frente Nacional como al Foro Cívico. El gobierno federal bajo el liderazgo de Adamec entró en contacto con distintos líderes desde el 21 de noviembre y el 26 del mismo mes Adamec dio un discurso en el Parque Letná. Finalmente el 7 de diciembre renunció a su cargo y le sucedió Marián Čalfa.

## Muerte
Adamec murió el 14 de abril de 2007, a los 80 años.